# Lachesilla anna
Lachesilla anna är en insektsart som beskrevs av Sommerman 1946. Lachesilla anna ingår i släktet Lachesilla och familjen kviststövsländor. Inga underarter finns listade i Catalogue of Life.